# Kätlin Tõllasson
Kätlin Tõllasson (* 4. Juni 1993) ist eine estnische Leichtathletin, die sich auf den Diskuswurf spezialisiert hat.

## Sportliche Laufbahn
Erste internationale Erfahrungen sammelte Kätlin Tõllasson im Jahr 2011, als sie bei den Junioreneuropameisterschaften in Tallinn mit einer Weite von 46,77 m den achten Platz im Diskuswurf belegte und im Kugelstoßen ohne einen gültigen Versuch in der Qualifikation ausschied. 2012 nahm sie an den Europameisterschaften in Helsinki teil, erreichte dort mit 48,55 m aber nicht das Finale. Auch bei den Juniorenweltmeisterschaften in Barcelona schied sie mit 48,50 m im Diskusbewerb in der Qualifikation aus, wie auch bei den U23-Europameisterschaften im Jahr darauf in Tampere mit 46,96 m. 2017 erreichte sie bei der Sommer-Universiade in Taipeh mit 53,16 m den siebten Platz und 2018 schied sie bei den Europameisterschaften in Berlin mit 48,58 m in der Qualifikation aus. 
In den Jahren zwischen 2014 und 2017 sowie 2019 und 2020 wurde Tõllasson estnische Meisterin im Diskuswurf.